# Іренек

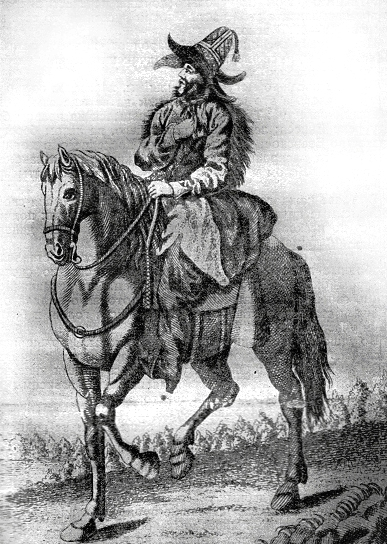
Киргизький вершник. Гравюра.

Іренек (Іренак Ішеєв, Іреняк, Єрнак, ? — вересень 1687) — князь (бек) Алтисарського улуса єнісейських киргизів, третій син киргизького князя Ішея, онук Номчі киргизького князя Ишея, онук Номчі.
За підтримки джунгарського правителя Сенге і його нступника Галдана він зумів об'єднати під своєю владою всі киргизькі князівства. При ньому киргизькі землі відігравали роль молодшого союзника Джунгарського ханства. Іренек зумів надовго призупинити просування росіян на південь Сибіру.